# Gouvernement fédéral des États-Unis
Federal government of the United States
Le Gouvernement fédéral des États-Unis est le Gouvernement national des États-Unis, une république fédérale d'Amérique du Nord composée de 50 États, d'un district (Washington, D.C.) et de plusieurs territoires. Le Gouvernement fédéral est subdivisé en trois branches distinctes : législatif, exécutif et judiciaire, dont les pouvoirs sont respectivement conférés par la Constitution des États-Unis au Congrès, au président et aux juridictions fédérales. Les pouvoirs et devoirs de ces branches sont définis plus en détail par des lois du Congrès, y compris la création de départements exécutifs et de tribunaux fédéraux inférieurs à la Cour suprême.
Contrairement au langage politique habituel, où il désigne uniquement le pouvoir exécutif (appelé le cabinet aux États-Unis), le terme « Government » désigne, aux États-Unis, l'ensemble des institutions fédérales. En certaines occasions, le terme de « Government », aux États-Unis, est équivalent à celui d'« État » dans d'autres pays.

## Législatif

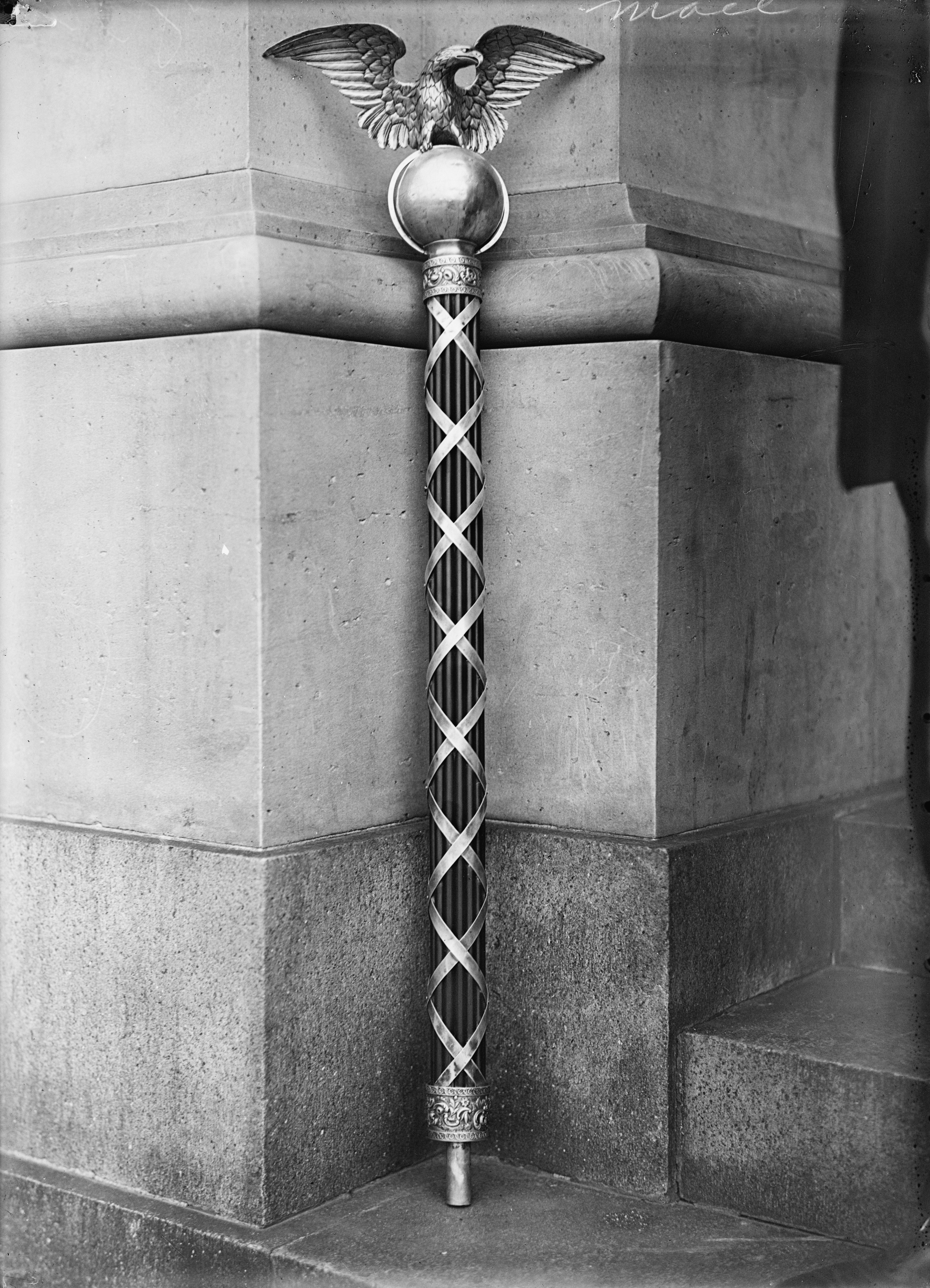
Masse de la chambre des représentants des États-Unis, symbole de l'autorité législative de la Chambre des représentants.

Le Congrès des États-Unis est l'institution du législatif bicaméral du Gouvernement fédéral des États-Unis, composé de la Chambre des représentants (chambre basse), composée de 435 représentants (au prorata de la population de chaque État), et du Sénat (chambre haute), composé de 100 sénateurs (deux par État).
Tous ces membres sont élus au suffrage universel direct. Les élections ont lieu le mardi suivant le premier lundi de novembre, tous les deux ans. Les membres du Congrès des États-Unis siègent au Capitole, à Washington.

## Exécutif

### Président
Le président des États-Unis (President of the United States) est le chef d'État et le chef du gouvernement des États-Unis. La fonction de président fut établie lors de la ratification de la Constitution des États-Unis en 1788 et le premier président entra en fonction en 1789.
Le président est élu tous les quatre ans (généralement en fin d'années dont le millésime est multiple de 4) au suffrage universel indirect. Son mandat débute le 20 janvier de l'année suivante et dure quatre ans (avant 1937 le mandat présidentiel commençait le 4 mars). Il peut se représenter pour un second mandat.

### Vice-président
Le vice-président des États-Unis (Vice President of the United States of America) est considéré comme le deuxième personnage de l'exécutif national, il succède au Président en cas de décès, démission ou destitution de ce dernier.
Constitutionnellement, le vice-président est le président du Sénat des États-Unis. Ce rôle ne lui octroie que peu de pouvoir sur les affaires de l'État et le cantonne à un travail essentiellement procédural. Cependant, il a la possibilité, en cas d'égalité au Sénat, de faire jouer sa voix pour éviter le blocage de la Chambre Haute.
Il est tenu de ne pas intervenir dans les débats au Sénat, si ce n'est pour voter en cas d'égalité.

### Cabinet
Le cabinet est aux États-Unis la réunion des membres les plus importants de l'exécutif du Gouvernement fédéral. Son existence remonte au premier président des États-Unis, George Washington, qui nomma un cabinet de quatre personnes pour le conseiller et l'assister dans ses tâches au quotidien.

## Judiciaire
La plus haute cour est la Cour suprême des États-Unis, qui est composée de neuf juges. La cour traite des questions se rapportant au Gouvernement fédéral, des différends entre États, de l'interprétation de la Constitution et de la constitutionnalité des lois et des actions du Gouvernement.
En dessous de la Cour suprême se trouvent les cours d'appel fédérales, puis les cours fédérales de district qui sont les tribunaux de première instance en ce qui concerne le droit fédéral.

## Divers
Les travaux créés par le Gouvernement fédéral des États-Unis sont dans le domaine public.